# David Williams (philosophe)
Pour les articles homonymes, voir Williams et David Williams.
David Williams (1738- 29 juin 1816) est un philosophe gallois du siècle des Lumières, qui est proche des idées révolutionnaires françaises.

## Biographie
Né dans le pays de Galles près de Caerphilly, il se fait un nom à Londres parmi les Dissenters par des prédications hardies. Il professe le pur déisme et crée à Chelsea une école où il donne une éducation nationale et toute pratique, et où affluent les élèves bien qu'il prenne fort cher. Il abandonne cet établissement en 1775 à la mort de sa femme et publie en 1782 Letters on Political Liberty qui ont du succès et qui bientôt sont traduites en français par Brissot, qui vivait à Londres. Jean-Marie Roland de La Platière, ami de Brissot, le rencontre dans la capitale anglaise.
En mai 1788, Williams établit sous les auspices du prince de Galles un Fonds littéraire (Royal Literary Fund) pour venir en aide aux gens de lettres nécessiteux et il en fut le président.
Sur les instances de Brissot, Roland et Lebrun, il reçoit de l'Assemblée nationale législative le titre de « citoyen français » le 26 août 1792 et Williams vient s'installer à Paris, accompagné de James Tilly Matthews. Les deux hommes se lient avec les Girondins et sont chargés d'une mission de rapprochement par Lebrun entre les deux gouvernements. Mais tandis que Williams s'empresse de repasser la Manche après la condamnation de Louis XVI, Tilly, demeuré sur place, tombe au moment de la chute des Girondins le 2 juin 1793, et, suspecté d'être un agent double, se retrouve en prison. 
Après la paix d'Amiens (1802), Williams revient en France, apparemment chargé par Londres d'une mission d’observation du nouveau régime consulaire. De retour à Londres, tout en continuant à gérer le fonds d'aide aux gens de lettres, il connaît lui-même quelques ennuis financiers. En 1811, il est frappé par une attaque et reste paralysé. Il meurt cinq ans plus tard.

## Œuvres
- Traité d'Éducation, publié dès 1774, où il adopte les idées de Jean-Jacques Rousseau.
- Lettres sur la Liberté, 1782.
- Lettres sur l'Éducation, 1785.
- Leçons sur l'Éducation.
- Observations sur la dernière Constitution de la France, 1793

## Source
- Marie-Nicolas Bouillet  et Alexis Chassang (dir.), « David Williams » dans Dictionnaire universel d’histoire et de géographie, 1878 (lire sur Wikisource)